# Nicolas N'Koulou
Nicolas Alexis Julio N'Koulou N'Doubena, född 27 mars 1990, mer känd som Nicolas N'Koulou, är en kamerunsk fotbollsspelare som spelar för grekiska Aris.

## Klubbkarriär
Den 5 augusti 2017 lånades N'Koulou ut till Torino över säsongen 2017/2018. N'Koulou debuterade i Serie A den 20 augusti 2017 i en 1–1-match mot Bologna. Han köptes loss av Torino den 1 juli 2018. Han lämnade klubben efter säsongen 20/21 i samband med att kontraktet gått ut.
Efter några månader som klubblös så blev N'Koulou klar för Watford, där han skrev på ett kontrakt fram till juni 2022. Den 23 augusti 2022 värvades N'Koulou av grekiska Aris, där han skrev på ett tvåårskontrakt.

## Landslagskarriär
I november 2022 blev N'Koulou uttagen i Kameruns trupp till VM 2022.